# Neferhotep II
Neferhotep II was een oud-Egyptische koning (farao) van de 13e dynastie (tweede tussenperiode), die van ongeveer 1691 tot 1688 v.Chr. of van ongeveer 1651 tot 1648 v.Chr. regeerde.

## Documenten
De koning regeerde 3 jaar en 1 maand, en een onbekend aantal dagen. Twee van zijn beelden werden teruggevonden in de cachette van Karnak. Op de beelden wordt hij Mersechemre en Neferhotep genoemd. In de Turijnse koningslijst (7.6) treft men een Mer-sechem-Re Ined aan en in de koningslijst van Karnak (Thoetmosis III) (VI 2), een Mer-sechem-Re. De identificatie van deze twee namen als Neferhotep II volgt Jürgen von Beckerath, terwijl Kim Ryholt in deze documenten twee verschillende heersers ziet.